# Joyce Smith
Joyce Smith (* 26. Oktober 1937 in Stoke Newington als Joyce Esther Byatt) ist eine ehemalige britische Langstreckenläuferin, die als 41-Jährige eine erfolgreiche Karriere im Marathon begann.

## Werdegang
Joyce Smith fing mit dem Laufsport in den 1950er Jahren an – zu einer Zeit, als die längste Distanz, die international für Frauen vorgesehen war, der 800-Meter-Lauf war – und gewann 1959 und 1960 die nationale Crosslauf-Meisterschaft.

### Weltrekord 3000-Meter-Lauf 1971
Die Öffnung der längeren Distanzen für den Frauensport motivierte sie, nach einer Babypause Ende der 60er Jahre in den Leistungssport zurückzukehren. Sie stellte 1971 einen Weltrekord im 3000-Meter-Lauf auf und holte beim Cross der Nationen bzw. den Crosslauf-Weltmeisterschaften je einmal Gold (1972 in San Sebastián), Silber (1973 in Waregem) und Bronze (1971 in Cambridge). Bei den Spielen 1972 in München trat sie bei der olympischen Premiere des 1500-Meter-Laufs für Frauen an und erreichte das Halbfinale. Ein Jahr später holte sie ihren dritten nationalen Titel im Crosslauf, und bei den Leichtathletik-Europameisterschaften 1974 in Rom gewann sie die Bronzemedaille über 3000 m.
1978 beendete sie ihre Bahnkarriere mit dem 3000-Meter-Weltrekord für die Altersklasse W40 von 9:11,2 min, der 27 Jahre Bestand haben sollte.

Im folgenden Jahr lief die 41-Jährige ihren ersten Marathon. Obwohl ihr Ziel lediglich war, diese Distanz einmal ausprobiert zu haben, verbesserte sie auf Anhieb mit ihrer Zeit von 2:41:37 h den britischen Rekord um neun Minuten.
In den nächsten Jahren nutzte sie die Möglichkeiten, die sich durch dieses spät entdeckte Talent ergaben. 1979 gewann sie den Avon International Marathon (zu jener Zeit quasi eine inoffizielle Weltmeisterschaft) in Waldniel. 1979 und 1980 siegte sie bei den beiden ersten Auflagen des Tokyo International Women’s Marathon. 1980 erzielte sie in Brügge mit 1:28:18 einen britischen Rekord im 25-km-Straßenlauf und gleichzeitig einen W40-Weltrekord.

### Siegerin London-Marathon 1981
1981 gewann sie die Premiere des London-Marathons in 2:29:57 h und blieb dabei sowohl als erste Britin wie auch als erste Frau über 40 unter 2:30 Stunden. Ein Jahr später wiederholte sie diesen Sieg und stellte dabei mit 2:29:43 h ihren sechsten britischen Rekord im Marathon auf.
Bei den ersten Leichtathletik-Weltmeisterschaften 1983 in Helsinki wurde sie Neunte. Ein Jahr später belegte sie, mit fast 47 Jahren die älteste Athletin der olympischen Geschichte, beim ersten olympischen Frauen-Marathon der Spiele 1984 in Los Angeles den elften Platz.
Im Januar 1986 belegte sie den 14. Rang beim Osaka Women’s Marathon und im selben Jahr beendete sie ihre Karriere. Ihre Zeit über 10 Meilen aus diesem Jahr (55:33 min) ist bis heute Weltbestzeit für die Altersklasse W45.
Joyce Smith ist auch heute noch der Läuferwelt dadurch verbunden, dass sie ebenso wie ihr Ehemann Bryan dem Kuratorium des London Marathon Charitable Trust angehört.

## Auszeichnungen
- 1984 wurde ihr der Titel MBE verliehen.[9]

## Persönliche Bestzeiten
- 1500 m: 4:09,37 min, 7. September 1972, München
- 3000 m: 8:55,53 min, 19. Juli 1974, Crystal Palace
- Halbmarathon: 1:13:06 h, 15. Juli 1984, Cambridge
- Marathon: 2:29:43 h, 9. Mai 1982, London